# Kenmare House

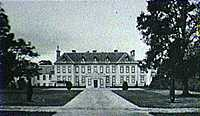
Kenmare House 1726

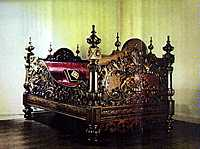
Königin Victorias Bett mit der Abbildung der Ankunft der Brownes in Irland

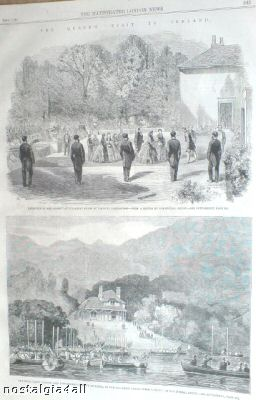
Lord Castlerosse begrüßt die Königin in Kenmare House

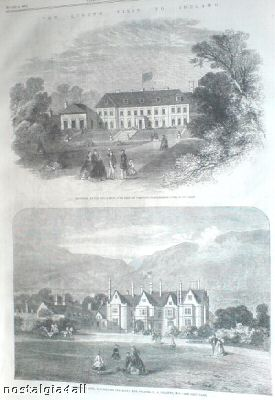
Kenmare House mit der königlichen Standarte

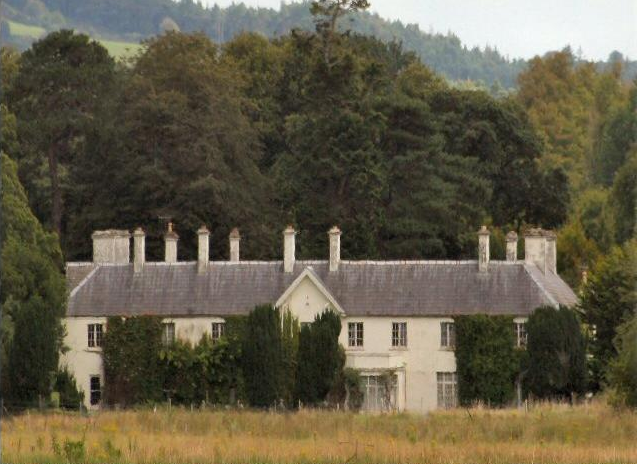
Kenmare House 2008

Kenmare House ist ein Landhaus am Ostufer des Lough Leane im irischen County Kerry und war der Hauptsitz der Familie Browne aus Killarney, Earls of Kenmare.

## Geschichte
Sir Valentine Browne und sein Sohn, der ebenfalls Valentine hieß, waren die ersten Familienmitglieder, die sich in Irland niederließen; Sir Valentine war 1559 zum Surveyor General of Ireland (Oberster Landvermesser von Irland) ernannt worden. 1588, im Jahr der Schlacht mit der spanischen Armada, schloss Sir Valentine einen Vertrag mit den McCarthy Mór über die Pacht von Ländereien von Coshmang and Ross. Anders als die meisten englischen Siedler seit der Reformation kehrten die Brownes bald zur alten Religion zurück und die Familie erhielt 1689 von König Jakob II. den königlichen Titel „Viscounts Kenmare“. Es muss angemerkt werden, dass dieser Titel vom Kenmare Castle bei Hospital im County Limerick, das ebenfalls den Brownes gehörte, abgeleitet ist, und nicht, wie man annehmen könnte, von der Stadt gleichen Namens. Die erste Residenz der Familie in Killarney war Ross Castle.
Das ursprüngliche Kenmare wurde 1726 erbaut, nachdem der 5. Baronet und 3. Viscount of Kenmare seine Ländereien zurückerhalten hatte. Es war ein großartiges Gebäude nach Art eines französischen Châteaus, womöglich beeinflusst durch die Zeit, die Browne zusammen mit König Jakob II. im Exil im Schloss Saint-Germain-en-Laye verbracht hatte. Das Haus stand auf dem 548 km² großen Anwesen der Brownes, die bemerkenswerterweise trotz ihres Beharrens auf der katholischen Konfession ihre Ländereien in der Zeit der Strafgesetze (Penal Laws) behalten konnten.
Viscount Kenmare entwarf das Haus selbst. Es war zwei Stockwerke hoch und hatte ein Dachgeschoss mit Gauben und ein steiles Schieferdach. Die Hauptfront hatte 13 Joche und auf beiden Seiten waren vorspringende, drei Joche breite Flügel angebracht. 1775 wurde ein Flügel für die Dienerschaft hinzugefügt.
Dem 4. Viscount Kenmare, Thomas Browne, wird zugeschrieben, den Tourismus nach Killarney gebracht zu haben. Er war auch der Vorstand des Katholischen Komitees. In den Folgejahren besuchten Dichter, wie Tennyson und Wordsworth, und Schriftsteller, wie Sir Walter Scott und Jane Austen Killarney.
Frühe Schriftsteller priesen das Haus: Smith (1756) lobte den Sitz und die Gärten, ebenso Coquebert (1790), der erwähnte, dass die offenen Kamine aus Marmor (rosafarben, grau und Schwarz) gefertigt waren. O'Donovan (1846) dachte, es sei ein hübsches Haus, wundervoll beschattet von Bäumen und Gebüsch.
Am 26. August 1861 war Valantine, Lord Castlerosse, Gastgeber von Königin Victoria und Prinz Albert in Killarney. Der königliche Besuch machte Killarney als Reiseziel bekannt und begründete das Gedeihen und die Beliebtheit, die die Stadt bis heute genießt. Es muss auch die letzte gemeinsame Reise der Königin und des Prinzen gewesen sein, da der Prinz im Dezember 1861 verstarb. Während ihres Besuches in Kenmare House wählte Königin Victoria auch den Standort von Killarney House, einem großen Landhaus im viktorianischen und Tudorstil, das der Nachfolger von Kenmare House war. Im Juni 1866 besuchte der König Leopold II. von Belgien die Kenmares in Killarney.
Dieses erste Kenmare House ließ der 4. Earl 1872 abreißen. Das Nachfolgeobjekt wurde 1913 bei einem Brandunglück zerstört und nie mehr aufgebaut. Stattdessen baute man die Stallungen des ursprünglichen Kenmare House in das heutige Killarney House um, auch wenn die Brownes es „Kenmare House“ nannten. In den Jahren vor dem Ersten Weltkrieg besuchten König Eduard VII. und Königin Alexandra und später König Georg V. und Königin Maria die Kenmares.
Sir Edwin Lutyens (der Architekt von Lady Kenmares Bruder, dem 3. Baron Revelstoke, bei Lambay Castle auf Lambay Island im County Dublin) beriet Lord Kenmare beim Bau des zweiten Kenmare House 1915. Dieses Haus wurde später aufgegeben und 1956 an John McShain verkauft, als ein neues Kenmare House für die Erbin der Ländereien der Brownes, Mrs. Beatrice Grosvenor (Enkelin des Duke of Westminster), errichtet wurde.
Weniger als 20 Jahre später, 1974, wurde das neue Landhaus, das Mrs. Grosvenor 1956 verwirrenderweise auf dem Gelände des früheren Killarney House errichten ließ, ersetzt. Dieses letzte Kenmare House wurde an der Killorglin Road, neben dem Golfplatz von Killarney und dem Castlerosse Hotel, errichtet.
Der Verkauf des Kenmare House 1985 an den im County Kerry geborenen Denis P. Kelleher markiert nach 450 Jahren effektiv das Ende der Besitzungen der Familie Kenmare in Killarney.
2011 kündigte Leo Varadkar eine € 7 Mio. teure Restaurierung des Hauses an.